# 路允迪

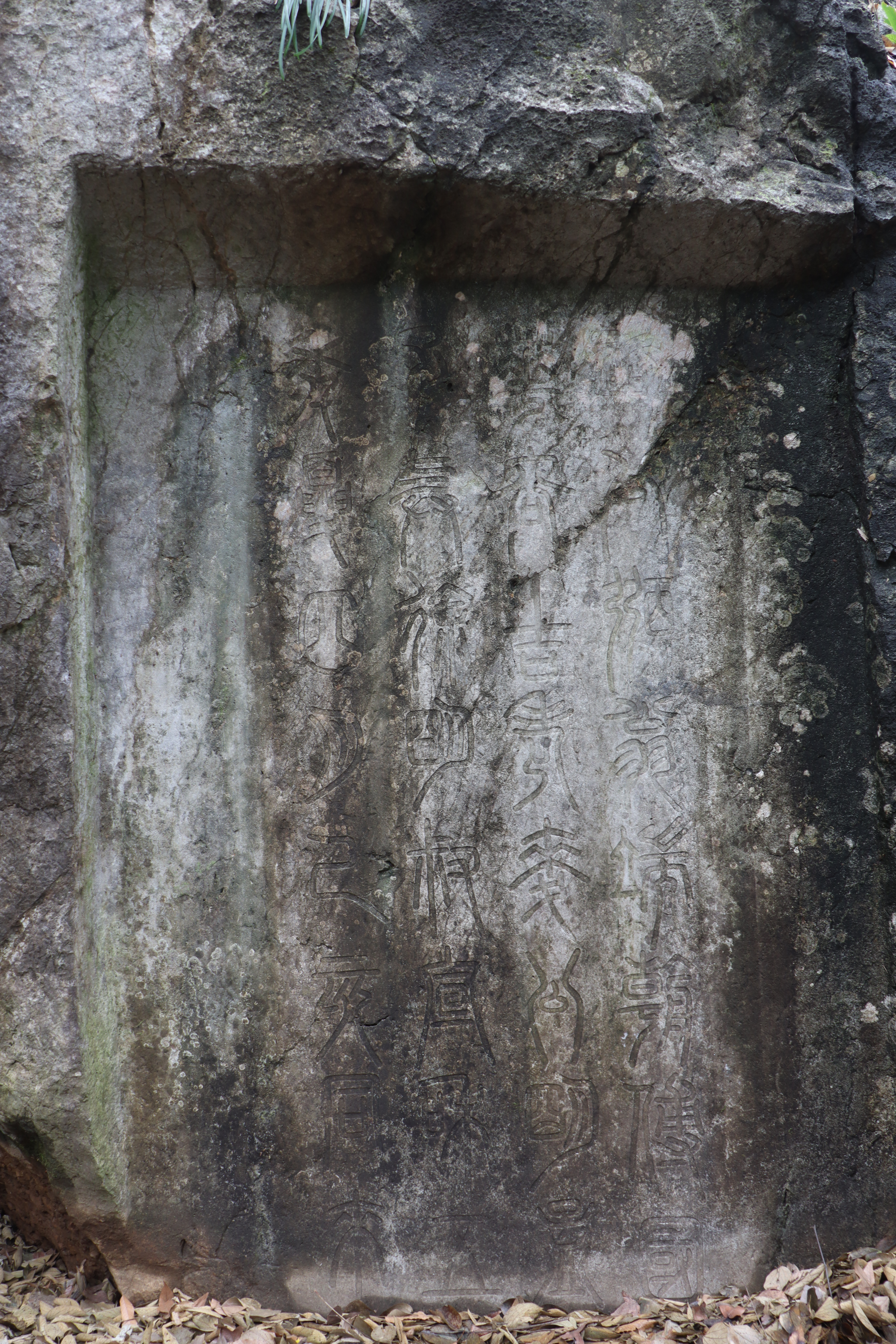
路允迪出使高麗，途經杭州（自寧波出海）留下的題刻：路公弼、翁端朝、傅国华、容吉老、麦公明、孟子与、徐明叔，宣和五年夏四月己亥同来。（在飛來峰香林洞）

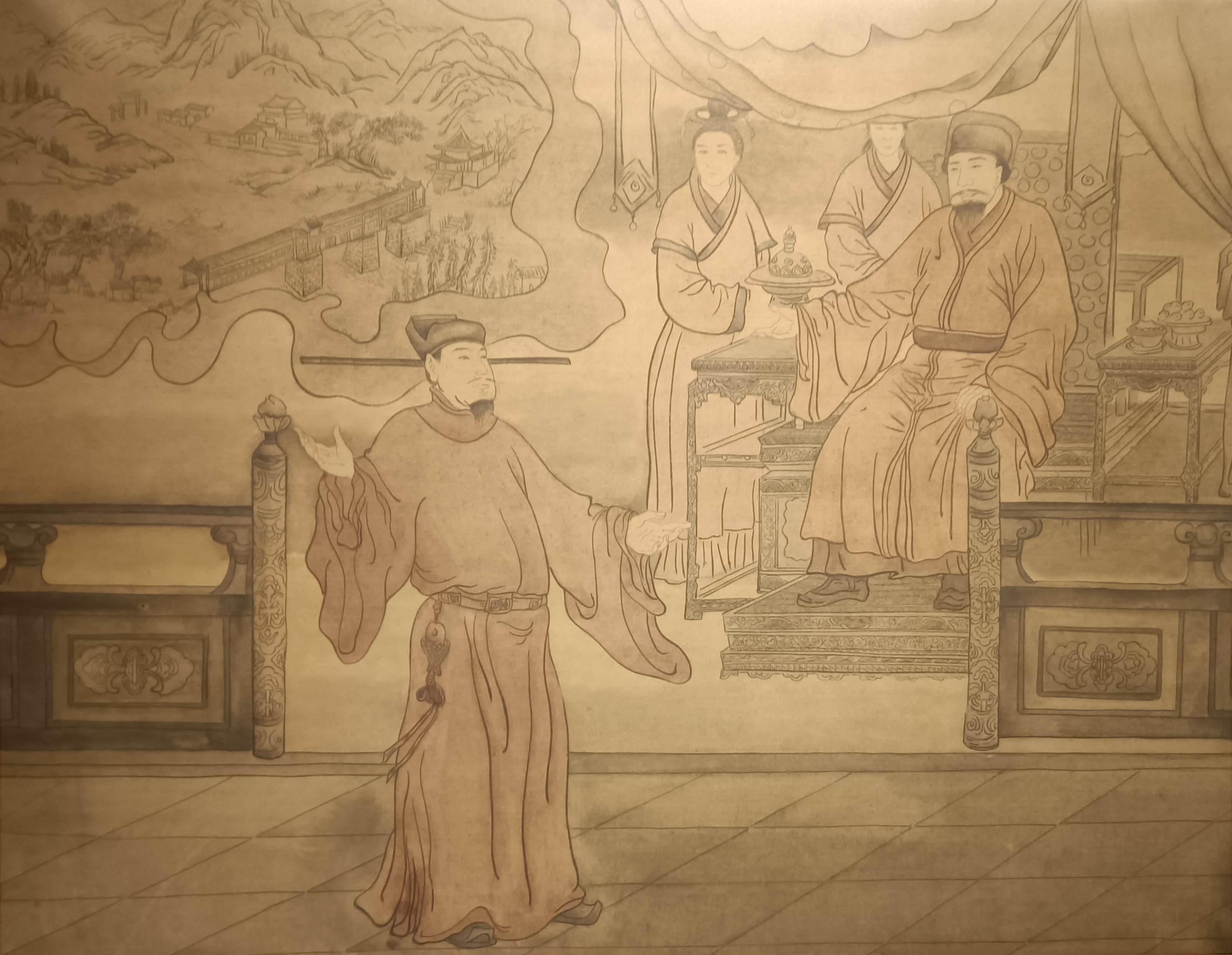
北宋宣和五年（1123年），路允迪出使高丽，面见高丽仁宗。

路允迪（?—?），字公弼，應天府宋州（今河南省商丘市）人，宋朝政治人物，官至给事中。

## 生平
北宋宣和五年（1123年），与中书舍人傅墨卿奉诏出使高丽，船至东海，遇到狂風，八舟溺七，只有允迪所乘之船安然以济，船員李振說這是湄州女神顯靈。
靖康元年（1126年），与滕茂實奉命出使金国，割讓太原。同年二月，路允迪到太原宣谕，守將王禀派人用吊篮将路允迪吊入城中，路允迪見城中军民皆手握兵器，怒视允迪，路允迪羞愧而去。
南宋建炎三年（1129年）二月，提舉洞霄宮。同年四月，罷為資政殿學士，提舉醴泉觀。